# Serafina Cuomo
Serafina Cuomo (* 21. Mai 1966) ist eine italienische Mathematik- und Wissenschaftshistorikerin.
Cuomo studierte Philosophie an der Universität Neapel und wurde an der Universität Cambridge in Wissenschaftsgeschichte und -philosophie promoviert. Sie war am Imperial College London und ist Reader in Römischer Geschichte am Birkbeck College der Universität London.
Cuomo befasst sich mit antiker Mathematikgeschichte, unter anderem mit der Rechenpraxis im antiken Rom und Pappos, und mit antiker Technikgeschichte. Sie befasste sich auch mit Ballistik bei Niccolò Tartaglia.

## Schriften
- Pappus of Alexandria and the Mathematics of Late Antiquity. Cambridge University Press, Cambridge u. a. 2000, ISBN 0-521-64211-6.
- Ancient Mathematics. Routledge, London u. a. 2001, ISBN 0-415-16494-X.
- Technology and Culture in Greek and Roman Antiquity. Cambridge University Press, Cambridge u. a. 2007, ISBN 978-0-521-81073-9.
- Ancient Written Sources for Engineering and Technology. In: John Peter Oleson (Hrsg.): The Oxford Handbook of Engineering and Technology in the Classical World. Oxford University Press, Oxford u. a. 2008, ISBN 978-0-19-518731-1, S. 15–34.